# PMD (Rapper)
PMD ist das Kürzel, unter dem der US-amerikanische Rapper und Hip-Hop-Produzent Parrish Smith (* 13. Mai 1968 in Brentwood, New York) seine Solowerke veröffentlicht. Er ist ein Vertreter der Stilrichtungen Eastcoast-Hip-Hop und Hardcore-Rap. Gemeinsam mit Erick Sermon wurde er als eine Hälfte des Duos EPMD bekannt.

## Biografie
Smith wuchs in Brentwood auf Long Island auf und begann seine Musikkarriere als DJ für eine auf Tommy Boy veröffentlichte Single der Rock Squad. 1987 gründete er zusammen mit Erick Sermon das Duo EPMD. Nach vier gemeinsamen Alben begann Smith 1992 eine Sololaufbahn.
Für diese strich er das „E“ aus dem Namen der Gruppe, das für „Erick“ steht und benutzte das Akronym PMD mit der Bedeutung „Parrish Making Dollars“. Seine erste Single wurde 1994 I Saw It Cummin’, die sich für wenige Wochen auf den hinteren Positionen der Billboard Hot 100 aufhielt. Der dazugehörige Langspieler Shade Business wurde ebenfalls für kurze Zeit in der Verkaufsliste der USA geführt.
1996 folgte PMDs zweites Album, Business Is Business. Es hatte weniger kommerziellen Erfolg als der Vorgänger und war nur für eine Woche auf Platz 180 der Billboard 200.
Daraufhin schloss sich Smith 1997 wieder mit Erick Sermon zusammen und veröffentlichte zwei weitere Werke als EPMD. 1999 trennte sich das Duo abermals und 2003 erschien mit The Awakening ein weiteres Soloalbum von PMD. Es blieb ohne Chartplatzierungen.
Ab 2006 trat Smith erneut regelmäßig gemeinsam mit Sermon auf und nahm mit ihm einen siebten EPMD-Langspieler auf. Dennoch arbeitete Smith nun weiter außerhalb des Duos. 2013 wurde als Resultat davon das Album Welcome to the Goondox auf den Markt gebracht, das PMD gemeinsam mit den Snowgoons und Sean Strange veröffentlichte. 2017 folgte Business Mentality. Die Snowgoons arbeiteten daran erneut als Produzenten mit.

## Diskografie
Alben
- 1994: Shade Business (RCA Records)
- 1996: Business Is Business (Relativity Records)
- 2003: The Awakening (Solid Discs)
- 2013: Welcome to the Goondox (mit den Snowgoons und Sean Strange; RBC Records)
- 2017: Business Mentality (RBC Records)